# Dragan Primorac

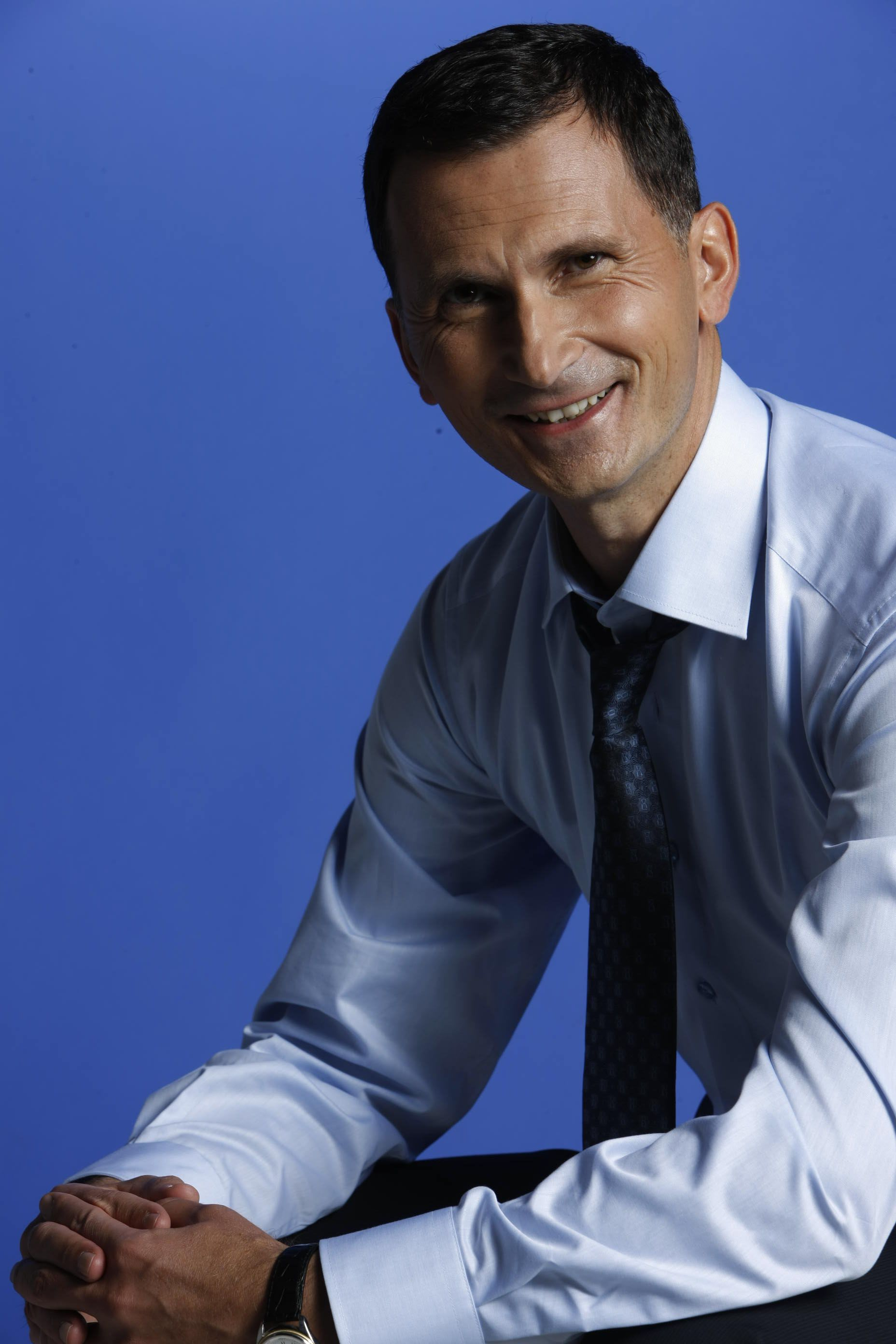
Dragan Primorac im Juni 2009

Dragan Primorac (* 7. Juni 1965 in Banja Luka) ist ein kroatischer Arzt, Kinderarzt, Genetiker und Forensiker. Er ist Professor an der Penn State University und der University of New Haven sowie an medizinischen Fakultäten in Split und Osijek und Universitäten in Rijeka und Jiaotong-Universität Xi’an, College of Medicine and Forensics in China. Er ist Mitgründer der forensischen Abteilung, Mitgründer der Universität in Split und Vorstandsvorsitzender des Spezialkrankenhauses St. Katarina. Von Dezember 2003 bis Juli 2009 war er kroatischer Minister für Wissenschaft, Bildung und Sport. Bei der Präsidentschaftswahl in Kroatien 2024/25 kandidierte er gegen Amtsinhaber Zoran Milanović, unterlag aber in der Stichwahl.

## Leben
Primorac wurde 1965 in Banja Luka geboren, die Familie zog aber bald nach Split, wo Primorac aufwuchs. Dragan Primorac studierte Humanmedizin an der Universität Zagreb und schloss das Studium 1991 in Split ab. Im gleichen Jahr ging er in die Vereinigten Staaten und arbeitete dort als wissenschaftlicher Mitarbeiter an der University of Connecticut Medical School. 1997 promovierte er an der Universität Zagreb zur Rolle von mRNA bei Osteogenesis imperfecta. Außerdem bildete er sich an zahlreichen forensischen Instituten in den USA fort.

### Wissenschaftliche Arbeit als Mediziner
Durch den Beschluss des Senats der Universität Penn State wurde er zum Träger des Titels „Global Penn State Ambassador“ ernannt, was zum ersten Mal in der Geschichte dieser Universität überhaupt geschah. Momentan (Stand 2018) ist er Vorstandsvorsitzender für internationale Beziehungen an der USA-Akademie für Forensik sowie Vorstandsvorsitzender des Verbandes „International Society of Applied Biological Science“.
Insgesamt veröffentlichte er 200 wissenschaftliche Arbeiten, Kongressberichte, Kapitel in den Büchern, wovon er 90 wissenschaftliche Arbeiten in Zeitschriften veröffentlichte und die in Current Contents (CC) und Science CitationIndex (SCI) zitiert werden. Als Gastprofessor nahm er weltweit an mehr als 100 wissenschaftlichen Kongressen teil und ist Preisträger von 16 internationalen und inländischen Preisen und Anerkennungen. Über seine Resultate schrieben Zeitschriften wie Science, JAMA, The Lancet, New York Times, USA Today, Chicago Tribune, Hartfor Courant, Connecticut Post, Hospital News, News Times, Večer (Slowenien), Kleine Zeitung (Österreich), Haaretz (Israel), Die Presse (Österreich), Wall Street International.
Während seiner Arbeit in den USA legten er und sein Team dar, wie die Glasknochenkrankheit (Osteogenesis ImperfectaTyp I) bei Kindern entsteht. In diesem Zusammenhang erhielt er den amerikanischen Preis für junge Forscher, den die American Society for Bone and Mineral Research verleiht. Unmittelbar danach erklärte er den Transportmechanismus von RNA mit vorzeitigem Terminationscode (Modell Nanomelia). An der Universität Thomas Jefferson erhielt er den Preis Outstanding Platform Presentation Award seitens der East Coast Connective Tissue Society. Unter den ersten Wissenschaftlern weltweit wendete er die DNA-Analyse zum Zweck der Skelett-Identifizierung der restlichen Grabstätten an. Er ist Autor der Arbeit über den genetischen Ursprung europäischer Männer, indem er das Y-Kromosom analysierte, was auch 2001 in den Zeitschriften Science und Nature veröffentlicht wurde, was auch aus genetischer Sicht eine große Fortentwicklung bedeutet im Sinne des Verständnisses der Migration des anatomisch modernen Menschen vor 75.000 Jahren. Der besondere Fokus seines Interessensgebietes ist die Implementierung der Grundsätze der personalisierten Medizin in die klinische Anwendung sowie Behandlung von Osteoarthritis durch neue Verfahren inklusive Verwendung von mikrofragmentiertem Fettgewebe, das Stammzellen beinhaltet.
Er arbeitete und bildete sich fachlich fort an den renommiertesten Institutionen, wie University of Connecticut, Health Center, Department of Pediatrics, Farmington, Connecticut, USA; State of Connecticut, Division of State Police, Meriden, Connecticut, USA; Armed Forces Institute of Pathology, Rockville, Maryland, USA; Analytical Genetic Testing Center, Inc. Denver, CO, USA; St. Christopher’s Hospital for Children at Allegheny University of the Health Sciences, Department of Pediatric Surgery, Philadelphia usw. Er ist Preisträger von 21 internationalen und inländischen Preisen wie The Young Investigator Award (American Society for Bone and Mineral Research, 1992), The Michael Geisman Fellowship Award (Osteogenesis Imperfecta Foundation, 1993), The Life Time Achievement Award (Henry C. Lee’s Institute of Forensic Science, 2002), The Award of the Italian Region Veneto (sein großer Beitrag bei der Promovierung der Wissenschaft in der EU, 2007), The University of New Haven’s International Award for Excellence (University of New Haven, 2010) und Presidential Award by the President of the International Association of Forensic Sciences (für den Beitrag in der Forensik, 2011). Er ist Ehrenbürger in 5 Städten innerhalb Kroatiens sowie außerhalb. 2015 wurde er wegen seines außergewöhnlichen Beitrags in der Entwicklung der kroatischen, aber auch weltweiten Wissenschaft mit der Medaille aus der Reihe Danica mit der Gestalt von Ruđer Bošković ausgezeichnet und am 5. Oktober 2015 erhielt er den Landespreis für Wissenschaft.

### Politik
Von Dezember 2003 bis Juli 2009 war Primorac kroatischer Minister für Wissenschaft, Bildung und Sport. Er war der erste kroatische Minister, der verantwortlich für das komplette kroatische Bildungssystem (Vorschule, Grundschule, Mittelschule und Hochschule) war und für Wissenschaft und Sport (bis zu seiner Amtszeit haben dies zwei Minister separat ausgeführt: Minister für Wissenschaft und Sport und Minister für Wissenschaft und Technologie). Laut einer Studie des amerikanischen International Republican Institute (IRI) aus dem Jahr 2007 hielten ihn die Kroaten für den erfolgreichsten Minister in der Regierung. Zu den wichtigsten Entwicklungen seiner Amtszeit zählt die größte Erhöhung des Etats für das Bildungswesen und die Wissenschaft.
Primorac kandidierte bei der Präsidentschaftswahl in Kroatien 2024/25, unterlag in der Stichwahl jedoch deutlich Amtsinhaber Zoran Milanović.

### Sport
In seiner Jugendzeit war er Taekwondo-Vizemeister in Jugoslawien und spielte für die Junioren im Fußballklub Hajduk Split. Während der 33. Versammlung der Europäischen Olympischen Komitees in Dubrovnik im Jahr 2004 erhielt er für seine Verdienste im Bereich Sport die silberne Plakette der Europäischen Olympischen Komitees. Für seine Verdienste bei der Entwicklung des Taekwondos wurde er 2015 zum Mitglied der Taekwondo Hall of Fame (USA).